# Maître Chiquart
Maître Chiquart, ou Amiczo Chiquart, est un cuisinier qui a vécu au XVe siècle. Il a été au service du duc Amédée VIII de Savoie. Il est l'auteur d'un livre de cuisine, intitulé Du fait de cuysine, rédigé en 1420.

## Œuvre
Le texte Du fait de cuysine est un manuscrit détenu au XVe siècle par l'évêque Walter Supersaxo et dont le seul exemplaire est actuellement conservé par la Médiathèque du Valais (réf. S103). Il est rédigé en langue provençale du XVe siècle. La rédaction est l'œuvre d'un clerc de notaire d'Annecy, Jehan de Dudens, sous la dictée de Chiquart. Le manuscrit comprend la description de deux banquets organisés pour le duc de Savoie, les 26 et 27 octobre 1403 pour fêter l'arrivée de son épouse, Marie de Bourgogne, accompagnée par son père Philippe le Hardi. Il recèle des citations, des précisions étymologiques et des références. On y trouve 78 recettes qui ont la particularité d'être présentées sous forme de menus pour jours gras et jours maigres. Elles offrent un aperçu des mets et des usages de la table à l'époque, notamment le recours aux entremets, signe de distinction sociale.
Pour Amédée VIII qui l'avait commandé, le livre est un élément de rivalité et d'affirmation politique face aux autres États qui entourent la Savoie, au même titre qu'auteurs musiciens et artistes attirés à la cour. 